# 8029 Miltthompson
8029 Miltthompson eller 1991 RR30 är en asteroid i huvudbältet som upptäcktes den 15 september 1991 av den amerikanske astronomen Henry E. Holt vid Palomarobservatoriet. Den är uppkallad efter den amerikanske testpiloten Milton Orville Thompson.
Asteroiden har en diameter på ungefär 16 kilometer och den tillhör asteroidgruppen Nocturna.